# Tomas Gustafson
Sven Tomas Gustafson (ur. 28 grudnia 1959 w Katrineholm) – szwedzki łyżwiarz szybki, wielokrotny medalista olimpijski, wicemistrz świata i zdobywca Pucharu Świata.

## Kariera
Specjalizował się w długich dystansach. Pierwszy medal wywalczył w 1979 roku, kiedy zwyciężył podczas mistrzostw świata juniorów w wieloboju w Grenoble. Wynik ten powtórzył na rozgrywanych rok później mistrzostwach świata juniorów w Assen. W 1980 roku wziął też udział w igrzyskach olimpijskich w Lake Placid, gdzie jego najlepszym wynikiem było siódme miejsce w biegu na 1500 m. Na rozgrywanych dwa lata później mistrzostw Europy w Oslo zdobył złoty medal, wyprzedzając Norwega Rolfa Falka-Larssena i Hilberta van der Duima z Holandii. W 1983 roku zdobył swój jedyny medal na mistrzostwach świata, zajmując drugie miejsce za Falkiem-Larssenem podczas wielobojowych mistrzostw świata w Oslo. Igrzyska w Sarajewie przyniosły mu kolejne dwa medale. W biegu na 5000 m był najlepszy, a sześć dni później zdobył srebrny medal na dystansie 10 000 m, ulegając tylko Igorowi Małkowowi z ZSRR. N rozgrywanych cztery lata później igrzyskach w Calgary Szwed był najlepszy w biegach na 5000 i 10 000 m, ustanawiając przy tym rekord olimpijski na krótszym dystansie oraz rekord świata na dłuższym. Ponadto zdobył też brązowy medal na mistrzostwach Europy w Oslo w 1986 roku oraz srebrny podczas mistrzostw Europy w Heerenveen w 1990 roku.
W swojej karierze wywalczył 31 tytułów mistrza Szwecji, w tym 7 w wieloboju. Wielokrotnie stawał na podium zawodów Pucharu Świata, odnosząc przy tym sześć zwycięstw. W sezonie 1987/1988 zwyciężył w klasyfikacji końcowej na 5000 m/10 000 m, w sezonie 1985/1986 był drugi, a sezon 1988/1989 zakończył na trzeciej pozycji w tej samej klasyfikacji.
Ustanowił dwa rekordy świata. W latach 1982 i 1988 otrzymywał Nagrodę Oscara Mathisena, a w 1988 roku otrzymał też Svenska Dagbladets guldmedalj.
Gustafson był członkiem Szwedzkiego Komitetu Olimpijskiego.
Jego żoną jest Elisabet Gustafson, medalistka olimpijska z Nagano w curlingu.

### Mistrzostwa świata
- Mistrzostwa świata w wieloboju
  - srebro – 1983